# 奇米蒂莱
奇米蒂莱（義大利語：Cimitile），是意大利那不勒斯省的一个市镇。总面积2平方公里，人口7309人，人口密度3654.5人/平方公里（2009年）。ISTAT代码为063028。